# Monpardiac

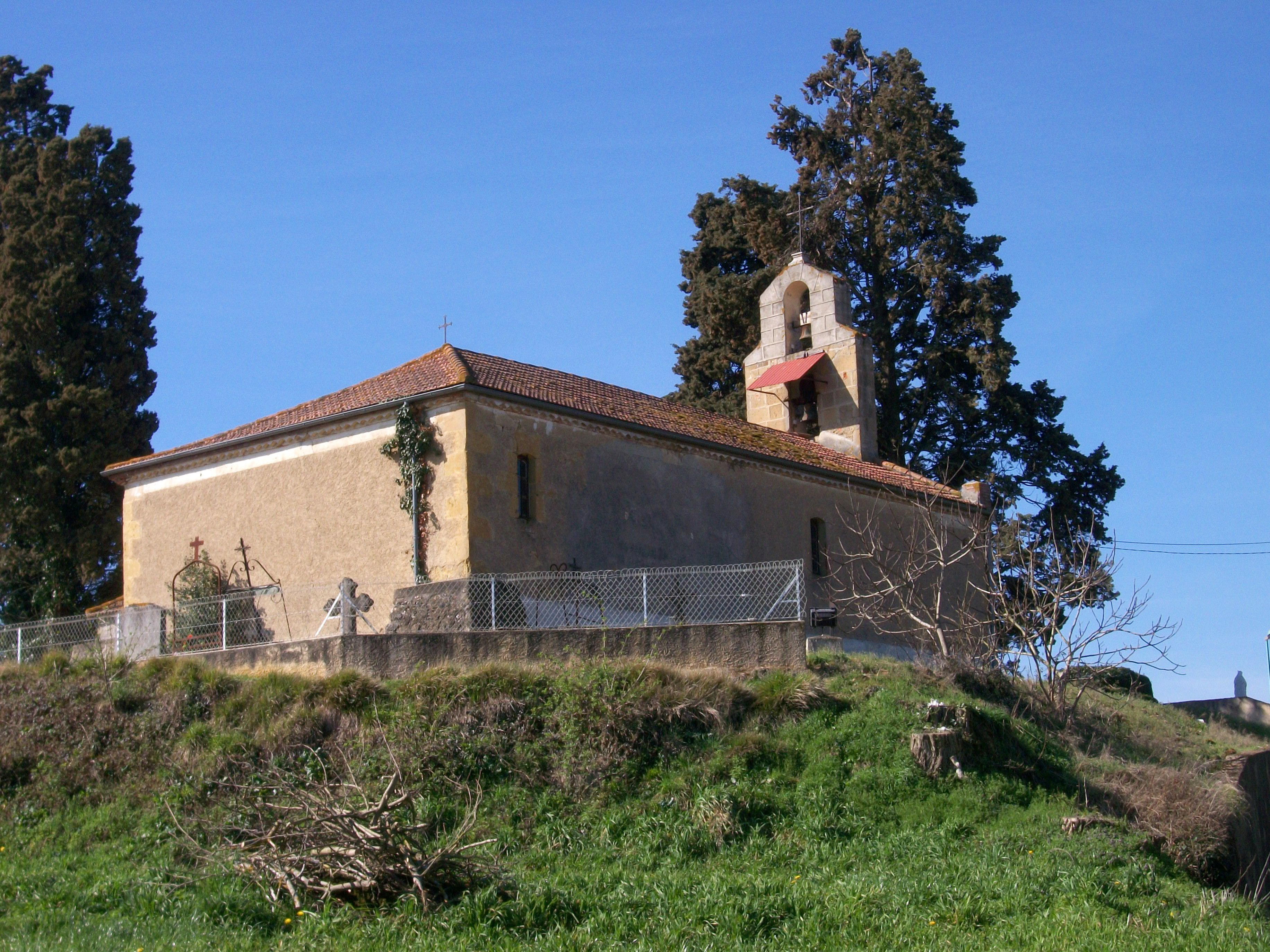
Iglesia de Monpardiac

 Monpardiac  (así también en occitano) es una población y comuna francesa, ubicada en la región de Mediodía-Pirineos, departamento de Gers, en el distrito de Mirande y cantón de Marciac.

## Demografía
| 70 | 60 | 51 | 43 | 39 | 33 |
| Para los censos de 1962 a 1999 la población legal corresponde a la población sin duplicidades (Fuente: INSEE [Consultar]) |    |    |    |    |    |